# Décio Pereira
Dom Décio Pereira (São Paulo, 15 de abril de 1940 — Santo André, 5 de fevereiro de 2003) foi um bispo católico brasileiro de Santo André.

## Biografia
Décio Pereira foi o único filho de Henrique Pereira e Zilda dos Santos. Entre 1955-1959, estudou no Seminário Menor do Imaculado Coração de Maria, em São Roque. Entre os anos 1960 e 1962, estudou na faculdade de Filosofia do Seminário Central de Nossa Senhora Aparecida, em Aparecida. Já, entre 1963 e 1966, estudou na faculdade de Teologia da Pontifícia Universidade Gregoriana, em Roma, morando no Pontifício Colégio Pio Brasileiro.
Foi ordenado sacerdote em 22 de janeiro de 1967, na paróquia São Paulo Apóstolo, em São Paulo, por Dom Agnelo Cardeal Rossi. De sua ordenação até 7 de março de 1971, foi vigário-cooperador da paróquia santuário Nossa Senhora da Penha, na Penha. Ali desempenhou trabalhos sociais junto à “Agremiação do Pequeno Trabalhador”, acolhendo crianças em situação de rua. Depois, foi pároco da paróquia Coração Imaculado de Maria (Capela da PUC/SP), em Perdizes, até 4 de abril de 1979. Presenciou o episódio da “Invasão da PUC”, pelos militares. Em março de 1972, foi nomeado como diretor arquidiocesano para o Ensino Religioso Escolar e responsável pela Catequese na Arquidiocese de São Paulo. Em março de 1975, foi nomeado diretor espiritual da faculdade de teologia do Seminário regional.
Aos 24 de julho de 1975, Pe. Décio fundou a APROCIMA (Associação Promocional do Coração Imaculado de Maria), visando ao atendimento a crianças, adolescentes e famílias carentes. No dia 19 de setembro de 1975, foi nomeado chanceler do arcebispado de São Paulo. Em 7 de maio de 1976, Pe. Décio recebeu o título honorífico de cônego catedrático; já aos 26 de julho de 1978, foi nomeado 2º cerimoniário do Cabido Metropolitano. No dia 9 de agosto de 1978, Cônego Décio foi nomeado Vigário Episcopal Substituto para a região Centro/Sé da Arquidiocese de São Paulo.
O Papa João Paulo II o nomeou bispo auxiliar de São Paulo e bispo titular de Martirano em 2 de abril de 1979. O Papa ordenou-o pessoalmente bispo em 27 de maio do mesmo ano, na Basílica de São Pedro. Os co-consagradores foram os Arcebispos da Cúria Eduardo Martínez Somalo, substituto da Secretaria de Estado, e Duraisamy Simon Lourdusamy, secretário da Congregação para a Evangelização dos Povos. Ele escolheu Ut Vitam Habeant como lema.
Após sua posse, Dom Décio foi bispo auxiliar da região Centro/Sé, da Arquidiocese de São Paulo. Em 13 de março de 1989, foi nomeado bispo auxiliar da região Belém da Arquidiocese. Em maio de 1981, foi nomeado, pela CNBB, membro da CONAC (Comissão Nacional Anglicano-Católica Romana).
Em 21 de maio de 1997 foi nomeado Bispo de Santo André. Tomou posse aos 29 de junho de 1997.
Dom Décio faleceu na residência episcopal, vítima de infarto do miocárdio. No dia seguinte, seu corpo foi sepultado no interior da Catedral Diocesana Nossa Senhora do Carmo.